# Lantianmens
De Lantianmens of Homo erectus lantianensis (aanvankelijk Sinanthropus lantianensis) is een ondersoort van Homo erectus waarvan twee fossielen bekend zijn.

## Vondsten en beschrijving
In de jaren 1963 en 1964 werden in de dorpen Chenjiawo en Gongwangling in het district Lantian van de provincie Shaanxi in China, een fossiele schedel, boven-en onderkaak en drie tanden van een prehistorische mens ontdekt. De menselijke fossielen zijn vermoedelijk van twee vrouwen. De leeftijd van een van de vrouwen wordt geschat op ca. 30-40 jaar.
Volgens de archaeomagnetiche dateringsmethode leefden de Lantian-mensen in de periode van ca. 1.150.000 respectievelijk 650 duizend jaar. Een herdatering in 2014 gaf voor Gongwangling zelfs een datum van 1.630.000 BP. De schedel van Gongwangling is dus bijna een miljoen jaar ouder dan de onderkaak van Chenjiawo, en vertegenwoordigt na de vondsten van Homo georgicus de oudste vondst van het geslacht Homo buiten Afrika.
De schedelinhoud wordt geschat 780 c.c. dat enigszins vergelijkbaar is met die van de Javamens.
In de nabijheid van de fossiele menselijke resten zijn dierlijke fossielen, stenen werktuigen, stenen en scherven gevonden. Daarnaast zijn er asresten aangetroffen. Op grond hiervan vermoedt de wetenschap dat de Lantianmens het vuur kende en werktuigen gebruikte.
| Gemiddelde hersencapaciteit van hominiden (in cc.) | [ 7 ]       |
| Hominide                                           | cc.         |
| -------------------------------------------------- | ----------- |
| Australopithecus                                   | 440         |
| Paranthropus                                       | 519         |
| Homo habilis                                       | 640         |
| Homo erectus lantianensis (Lantianmens)            | 780         |
| Homo erectus javanicus (Javamens)                  | 930         |
| Homo erectus pekinensis (Pekingmens)               | 1.029       |
| Homo erectus soloensis                             | 1.150-1.300 |
| Homo sapiens                                       | 1.350       |

| Voorlopers en oude verwanten van de mens | Voorlopers en oude verwanten van de mens | Voorlopers en oude verwanten van de mens |
| Fossiel voorkomen                        | Geslacht                                 | Soorten |
| ---------------------------------------- | ---------------------------------------- | --- |
| 7 - 4,4 Ma                               | Sahelanthropus                           | Sahelanthropus tchadensis |
| 7 - 4,4 Ma                               | Orrorin                                  | Orrorin tugenensis |
| 7 - 4,4 Ma                               | Ardipithecus                             | Ardipithecus ramidus · Ardipithecus kadabba |
| 4,3 - 2 Ma                               | Australopithecus                         | A. anamensis · A. afarensis · A. bahrelghazali · A. africanus · A. garhi · A. sediba |
| 3,5 Ma                                   | Kenyanthropus                            | Kenyanthropus platyops |
| 2,5 - 1 Ma                               | Paranthropus                             | P. aethiopicus · P. boisei · P. robustus |
| tot heden                                | Homo                                     | H. antecessor · H. cepranensis · H. denisova · Homo erectus (Javamens · Pekingmens) · H. ergaster · H. floresiensis · H. gautengensis · H. georgicus · H. habilis · H. heidelbergensis · H. helmei · H. neanderthalensis · H. rhodesiensis · H. rudolfensis · Homo sapiens (H. s. idaltu · Cro-magnonmens · Red Deer Cave-mensen) |